# Хегеман, Йорг
Йорг Хегеман (нем. Jörg Hegemann; род. 11 июня 1966 года, Дортмунд, ФРГ) — немецкий буги-вуги-пианист.

## Карьера
Йорг Хегеман выступает с 1987 года и является одним из основателей группы «Чикагская четверка» («The Chicago Four», англ.). Наибольший успех группы был на концерте в 1989 году в Ратуше Хагена, где они были в качестве поддержки другой музыкальной группы — «Блюз-братья» («The Blues Brothers», англ.).
С 1995 года Йорг Хегеман руководит труппой буги-вуги с Рейнхардом «Джанго» Кроллем на контрабасе и Ян Фрейндом в качестве барабанщика. Трио поддерживает буги-вугер Томас Ауферман и как партнер дуэта на фортепиано - Питер Боцлейнер-Ребер. Хегеман отправляется в Европу и выступает на фестивалях Блюза и Буги-вуги в Боне (Франция), Брюсселе (Бельгия), Эрмело (Нидерланды), Фомаге (Англия), Лугано (Швейцария), Террассе (Каталония), Вельсе (Австрия) и, вероятно, на самом большом фестивале в Ларокбру, 
С 2008 года он также был музыкальным директором ежегодной концертной серии «Конгресс Буги-Вуги» в Филармонии Эссен и «Мастер буги-вуги» в замке Опердике.
У него были телевизионные выступления, в «Rudi Carrell Show», «Aktuelle Stunde», «Mittwochs live» и «Traumzeitfestival».
Йорг Хегеман воплощает классический стиль буги-вуги; Особенностями его выступлений являются анекдоты об Альберте Аммонсе, рассказы о буги-вуги и о истории раннего джаза.

## Награды
- 2009: «Пианист года» премии немецкого буги-вуги «Pinetop», Бремен.[1]

## Дискография
- 1995: Boogie Woogie Express (вложенные заметки: Герд Вейбен, блюз эксперт) выпущено Anthea Records, AR 9511
- 1998: Steam Driven Boogie   (вложенные заметки: Манфред Ф. Рот, музыкальный критик и пианист)  выпущено Anthea Records, AR 9815
- 2002: Boogie Woogie Fireworks – live (вложенные заметки: Йорг Хегеман) выпущено Anthea Records, AR 0096
- 2002: Eight to the bar – live (вложенные заметки: Мартин Пиркер, Блюз и буги-гроссмейстер) выпущено Anthea Records, AR 0097
- 2007: A Tribute to Albert Ammons – Piano Solo (вложенные заметки: Аксель Цвингенбергер) выпущено Anthea Records, AR 0105
- 2012: Swanee River Boogie (вложенные заметки: Йорг Хегеман) выпущено Anthea Records, AR 0110
- 2013: Йорг Хегеман и Патрик Циглер Boogie Woogie Generations (вложенные заметки: Томас Ауферман) выпущено Anthea Records, AR 0111
- 2015: Йорг Хегеман (специальный гость: Томас Шайтт) Live At The Dixieland Jubilee (вложенные заметки: Йорг Хегеман) опубликовано CHAOS / Bauer Studios, LC 07326
- 2016: Йорг Хегеман трио (с участием: Рольф Маркс) The Art of Albert Ammons (вложенные заметки: Йоахим Шумахер) выпущено Anthea Records, AR 0116

## Нотные издания
Следующие ноты были опубликованы Йоргом Хегеманом в сотрудничестве с Миольфом Шехвеем:
- Boogie Woogie Express (Четыре оригинальные транскрипции с компакт-диска с таким же именем) выпущенный Blue Taste Music, ISMN M-700134-01-3
- Boogie Woogie, Blues & Ragtime выпущенный Blue Taste Music, ISMN M-700134-00-6